# 比尔 (奥恩省)
比尔（法語：Bures，法語發音：[byʁ] ⓘ）是法国奥恩省的一个市镇，属于阿朗松区。

## 地理
比尔（48°33'48"N, 0°24'5"E）面积9.64 平方千米，位于法国诺曼底大区奧恩省，该省份为法国西北部内陆省份，北起顺时针与卡爾瓦多斯省、厄尔省、厄尔-卢瓦省、萨尔特省、马耶讷省和芒什省接壤。
与比尔接壤的市镇（或旧市镇、城区）包括：萨尔特河畔圣斯科拉斯、奥埃讷河畔巴佐什、萨尔特河畔尚波、萨尔特河畔库隆日、拉勒、拉梅尼耶尔。

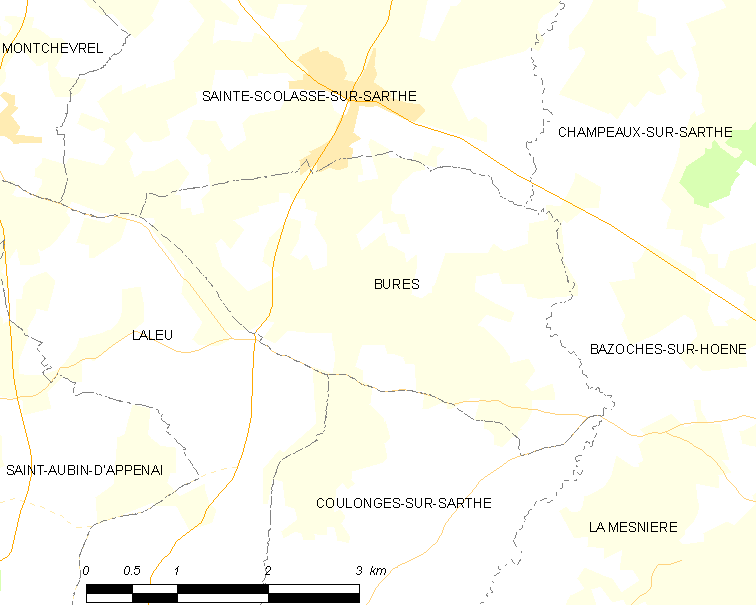
的OSM定位图

比尔的时区为UTC+01:00、UTC+02:00（夏令时）。

## 行政
比尔的邮政编码为61170，INSEE市镇编码为61067。

## 政治
比尔所属的省级选区为埃库沃县。

## 人口

1962-2008年间人口变化图示

比尔于2022年1月1日时的人口数量为166人。